# Мерциг-Вадерн
Мерцих-Вадерн (нем. Merzig-Wadern) је округ у североисточном делу немачке државе Сарланд. Граничи се окрузима Трир-Сарбург, Санкт Вендел, Сарлуис и са Француском и Луксембургом.

## Географија
Мерциг-Вадерн се налази у низијском подручју и кроз његову територију протичу две реке — Сар и Мозел. У оквиру округа се налазе два града и пет општина. Главни град је Мерциг.
| Градови             | Општине                                                     |
| ------------------- | ----------------------------------------------------------- |
| 1. Мерциг 2. Вадерн | 1. Бекинген 2. Лошајм ам Зе 3. Метлах 4. Перл 5. Вајскирхен |

## Историја
Округ је основан 1816. године и налазио се у саставу Пруске. После Првог светског рата подељен је на два дела. Вадерн је припао Пруској, а Мерцих је остао у оквиру Сарске области. Коначно, 1935. године Сарска област припојена је Немачкој, а 1946. је уједињен округ Мерцих-Вадерн.